# 本巣民俗資料館
本巣民俗資料館（もとすみんぞくしりょうかん）は、岐阜県本巣市にある博物館。本巣市の歴史や文化に関する資料を展示している。

## 概要
休館日
月曜日、祝日の翌日、年末年始
開館時間
9:00〜16:00
入館料
無料

## 展示室
- 農機具
- 大正から昭和初期の時計
- 蓄音機
- 真空管ラジオ
- 本巣地域で発見された石器、須恵器
- 旧・徳山村の民家 - 1987年に旧・徳山村（山村戸入地区）から民家を移築再現。
- 他、古文書など

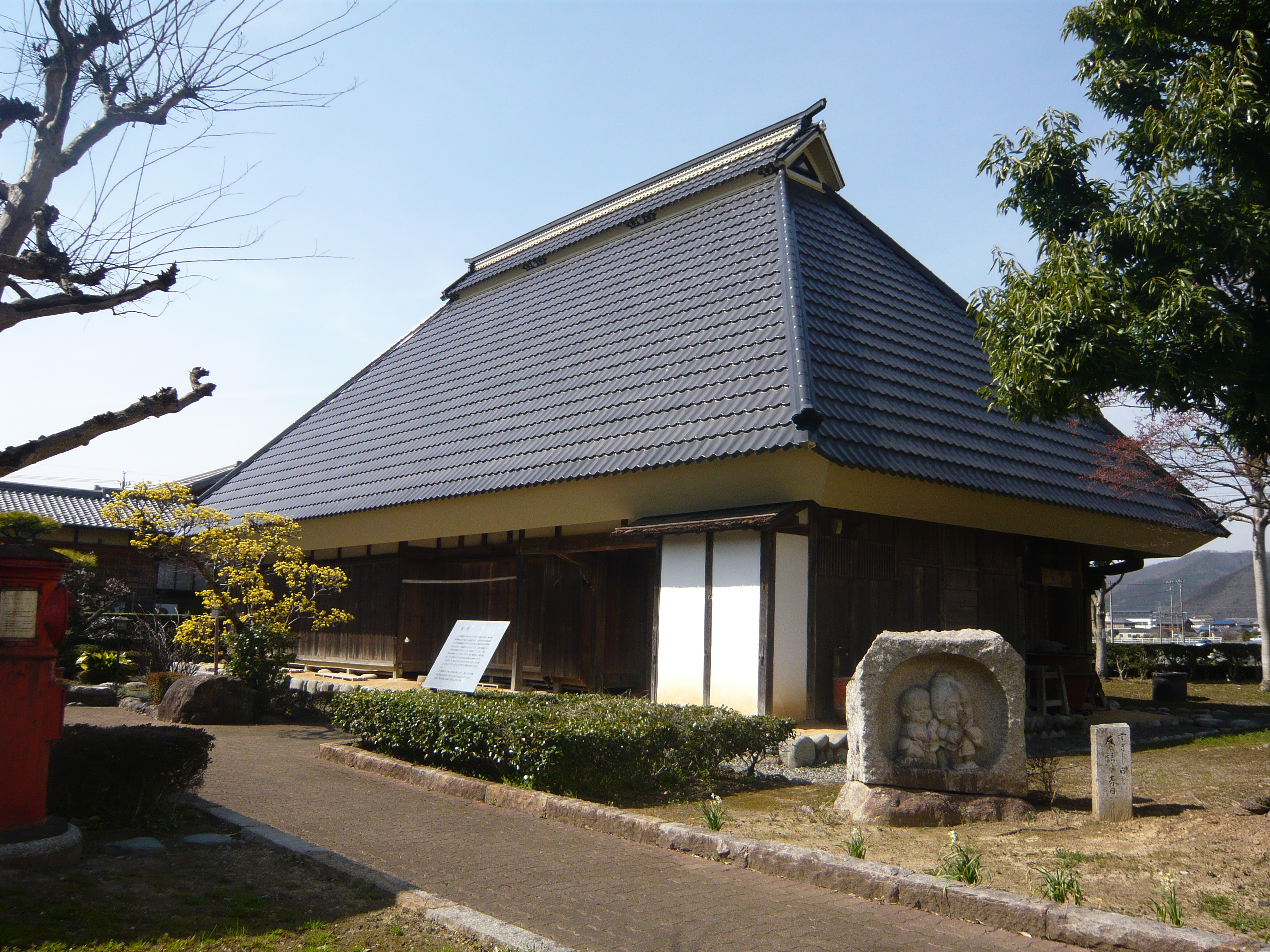
徳山村から移築された民家の中には、囲炉裏や当時の農機具等を展示している。

## アクセス
本巣市役所に隣接しているため、本巣市役所へアクセス。
- 樽見鉄道 - 「本巣駅」下車。徒歩10分。
- 岐阜バス - 岐阜大学病院線「本巣山口」行きまたは「織部の里」行きに乗車し、「本巣市役所」下車 。